# Floréal (Q54)
Pour les articles homonymes, voir Floréal (homonymie).

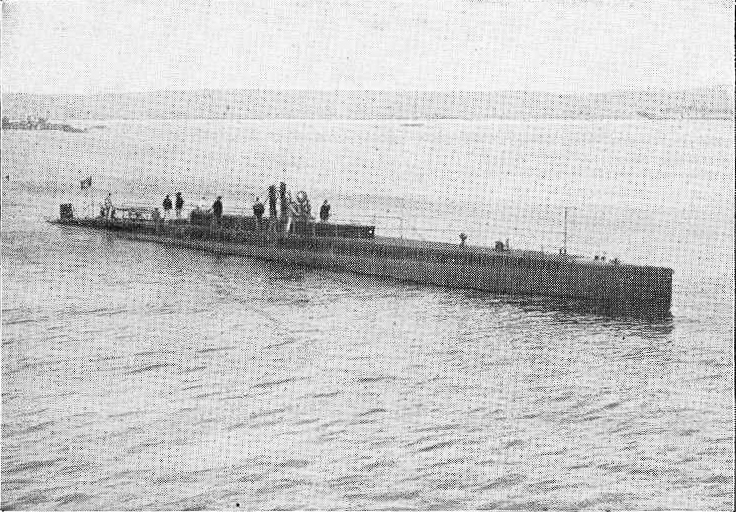
Le Floréal.

Floréal est l'un des dix-huit sous-marins de la classe Pluviôse construits pour la Marine nationale française dans la première décennie du XXe siècle.

## Historique

### Construction
Le bateau est lancé en avril 1908 en tant que cinquième bâtiment de la classe Pluviôse – d'un déplacement de 550 tonnes pour 51,12 mètres de longueur –, armé par vingt-cinq marins et capable de plonger à une trentaine de mètres de profondeur.

### Carrière militaire
Le Floréal est engagé durant la Première Guerre mondiale comme patrouilleur dans la Manche puis dans le Golfe de Gascogne jusqu'en 1916, avant de rejoindre le théâtre oriental des opérations en mer Égée pour tenir le blocus des détroits entre la mer Méditerranée et la mer Noire.
Le 2 août 1918, le Floréal entre en collision dans la mer Égée au large de Salonique avec le vapeur d'abordage armé HMS Hazel de la Royal Navy et coule. L'équipage est entièrement sauvé par le contre-torpilleur Baliste.
En janvier 2024, le bateau est retrouvé en bon état par 98 mètres de profondeur dans le golfe Thermaïque par une équipe de chercheurs d'épaves menée par Kostas Toktaridis.